# Yoane Wissa
Yoane Wissa (Épinay-sous-Sénart, Francia, 3 de septiembre de 1996) es un futbolista congolés. Juega de delantero y su equipo es el Brentford F. C. de la Premier League. Es internacional absoluto por la selección de la República Democrática del Congo desde 2020.

## Trayectoria
Wissa entró a las inferiores del L. B. Châteauroux en 2013, proveniente de un club de su ciudad natal de Épinay-sous-Sénart. Formó parte del primer equipo del club desde la temporada 2015-16 en el Championnat National. Tras su desempeño en la tercera categoría con 7 goles en 23 partidos, fue transferido al Angers S. C. O. de la Ligue 1. Disputó dos encuentros de primera división en su nuevo club, debutando el 19 de noviembre ante el Rennes. A mediados de temporada, fue enviado a préstamo al Stade Laval y al siguiente año al A. C. Ajaccio, ambos en la Ligue 2.

### Lorient
En enero de 2018 fichó por el F. C. Lorient. Obtuvieron la promoción a la Ligue 1 en la temporada 2019-20, categoría en la que jugó 38 encuentros y anotó 10 goles. Dejó el club en agosto de 2021 después de tres temporadas y media en Lorient.

### Brentford
El 10 de agosto de 2021 se unió al Brentford F. C. inglés. Phil Giles, codirector del club en ese momento, reconoció que lo intentaron fichar meses atrás para que los ayudara a ascender a la Premier League.

## Selección nacional
Wissa fue citado a la selección de la República Democrática del Congo por primera vez en octubre de 2020 para dos encuentros amistosos. Debutó en el encuentro del 9 de octubre ante Burkina Faso, y anotó su primer gol el 13 de octubre a Marruecos.

## Estadísticas
Actualizado al último partido disputado el 25 de mayo de 2025.
| Club                       | Div.          | Temporada     | Liga  | Liga  | Copas nacionales | Copas nacionales | Total | Total |
| Club                       | Div.          | Temporada     | Part. | Goles | Part.            | Goles            | Part. | Goles |
| -------------------------- | ------------- | ------------- | ----- | ----- | ---------------- | ---------------- | ----- | ----- |
| L. B. Châteauroux Francia  | 3.ª           | 2015-16       | 23    | 7     | 3                | 1                | 26    | 8     |
| L. B. Châteauroux Francia  | Total club    | Total club    | 23    | 7     | 3                | 1                | 26    | 8     |
| Angers S. C. O. Francia    | 1.ª           | 2016-17       | 2     | 0     | 0                | 0                | 2     | 0     |
| Angers S. C. O. Francia    | Total club    | Total club    | 2     | 0     | 0                | 0                | 2     | 0     |
| Stade Laval Francia        | 2.ª           | 2016-17       | 15    | 2     | 0                | 0                | 15    | 2     |
| Stade Laval Francia        | Total club    | Total club    | 15    | 2     | 0                | 0                | 15    | 2     |
| A. C. Ajaccio Francia      | 2.ª           | 2017-18       | 20    | 8     | 3                | 2                | 23    | 10    |
| A. C. Ajaccio Francia      | Total club    | Total club    | 20    | 8     | 3                | 2                | 23    | 10    |
| F. C. Lorient Francia      | 2.ª           | 2017-18       | 15    | 4     | 1                | 0                | 16    | 4     |
| F. C. Lorient Francia      | 2.ª           | 2018-19       | 36    | 6     | 4                | 0                | 40    | 6     |
| F. C. Lorient Francia      | 2.ª           | 2019-20       | 28    | 15    | 4                | 1                | 32    | 16    |
| F. C. Lorient Francia      | 1.ª           | 2020-21       | 38    | 10    | 2                | 1                | 40    | 11    |
| F. C. Lorient Francia      | Total club    | Total club    | 117   | 35    | 11               | 2                | 128   | 37    |
| Brentford F. C. Inglaterra | 1.ª           | 2021-22       | 30    | 7     | 4                | 3                | 34    | 10    |
| Brentford F. C. Inglaterra | 1.ª           | 2022-23       | 38    | 7     | 2                | 0                | 40    | 7     |
| Brentford F. C. Inglaterra | 1.ª           | 2023-24       | 34    | 12    | 2                | 0                | 36    | 12    |
| Brentford F. C. Inglaterra | 1.ª           | 2024-25       | 35    | 19    | 4                | 1                | 39    | 20    |
| Brentford F. C. Inglaterra | Total club    | Total club    | 137   | 45    | 12               | 4                | 149   | 49    |
| Total carrera              | Total carrera | Total carrera | 314   | 97    | 29               | 9                | 343   | 106   |
| 1.                         |               |               |       |       |                  |                  |       |       |

## Palmarés

### Títulos nacionales
| Título  | Club          | País    | Año     |
| ------- | ------------- | ------- | ------- |
| Ligue 2 | F. C. Lorient | Francia | 2019-20 |

## Vida personal
Nacido en Francia, es descendiente congolés. Antes de decidir jugar al fútbol a los 15 años, jugaba al rugby.